# NGC 5363
NGC 5363 là tên của một thiên hà hình hạt đậu nằm trong chòm sao Xử Nữ. Khoảng cách của nó với Trái Đất của chúng ta là khoảng xấp xỉ 65 triệu năm ánh sáng và kích thước biểu kiến của NGC 5363 là khoảng 100000 năm ánh sáng. Vào ngày 19 tháng 1 năm 1784, nhà thiên văn học người Anh gốc Đức William Herschel phát hiện ra thiên hà này.

## Đặc tính
Nét đặc trưng của NGC 5363 là sự tồn tại của một làn bụi chạy dọc theo trục nhỏ của nó, có thể nhìn được bằng ảnh chụp hồng ngoại. Tổng khối lượng của phần bụi có nhiệt độ thấp là khoảng 2 triệu lần khối lượng mặt trời, mở rộng ra đến 52" trong ảnh hồng ngoại. Sự phát ra bụi xuất hiện giống như một cái đĩa với các nhánh xoắn ốc cộng thêm một cấu trúc khá giống với thanh chắn và mở rộng ra những phần bên ngoài của thiên hà này. Cấu trúc thanh chắn này thì mờ nhạt và dọc theo trục lớn thiên hà. Thiên hà này cũng cho thấy có vùng H II góp phần tạo nên cái đĩa xoắn ốc.

## Thiên hà lân cận
NGC 5363 là thiên hà đầu tiên trong nhóm thiên hà NGC 5363. Các thành viên khác của nó bao gồm NGC 5300, NGC 5348, NGC 5356, NGC 5360 và NGC 5364.. NGC 5363 và NGC 5364 nằm ở khoảng cách 14,5', tạo thành thành một cặp thiên hà không tương tác. Nhóm này là một phần của nhóm Virgo III, một chuỗi các nhóm thiên hà nằm phía bên trái của cụm Xử Nữ, kéo dài liên tục 40 triệu năm ánh sáng trong không gian.

## Dữ liệu hiện tại
Theo như quan sát, đây là thiên hà nằm trong chòm sao Xử Nữ và dưới đây là một số dữ liệu khác:
Xích kinh 13h 56m 07.2s
Độ nghiêng +05° 15′ 17″
Giá trị dịch chuyển đỏ 0.003799 ± 0.000017 
Cấp sao biểu kiến 10.5 
Vận tốc xuyên tâm 1,139 ± 5 km/s
Kích thước biểu kiến 4′.1 × 2′.6 
Loại thiên hà I0?/S0